# San José de Bocay
San José de Bocay är en kommun (municipio) i Nicaragua med 54 664 invånare (2012). Kommunen ligger i den norra delen av landet längs floden Río Bocay, i departementet Jinotega. Hela den drygt norra halvan av kommunen ligger i Bosawas Biosphere Reserve.

## Geografi
San José de Bocay gränsar till Honduras i norr och till kommunerna Waspán, Bonanza, Siuna och Waslala i öster, till El Cuá i söder, samt till Wiwilí de Jinotega i väster. Kommunens största tätort är centralorten San José de Bocay, med 2 160 invånare (2005).

## Natur
Genom kommunen rinner floden Río Bocay från söder till norr. Kommunens allra nordligaste gräns utgörs av floden Río Coco.

## Historia
Kommunen grundades 2002 när kommunen El Cuá - Bocay delades i två delar och den nordöstra delen blev San José de Bocay.